# Consiglio del Distretto di Columbia
Il Consiglio del distretto di Columbia è il ramo legislativo del Distretto di Columbia, avente le facoltà di Consiglio comunale e di Assemblea legislativa distrettuale.
Essa, composta da 13 membri aventi un mandato quadriennale e rinnovati per metà ogni due anni, è stata istituita nel 1973 quando il Congresso degli Stati Uniti, su cui ricade costituzionalmente l’obbligo di determinare la disciplina del distretto, emanando il District of Columbia Home Rule Act ha conferito alcune competenze e margini di autogoverno al distretto. Poiché tuttavia esso non è uno Stato federato, e dunque la sua sovranità non è riconosciuta intrinsecamente, tale organo (e l’intero distretto) sono sotto la diretta supervisione del Congresso degli Stati Uniti e pertanto le risoluzioni del Consiglio devono essere ratificate dal Congresso, che può opporsi e addirittura alterare in toto la disciplina delle competenze conferite.
L’organo, ai sensi della legislazione di autonomia, si interfaccia anche con la figura del Sindaco che, eletto dai cittadini, rappresenta il Potere esecutivo al pari degli altri Stati e della Federazione.

## Candidatura
Il Consiglio è composto da membri che rappresentano i rispettivi distretti. Per candidarsi a consiglieri è necessario risiedere per almeno un anno nel luogo in cui si desidera rappresentare, essere un elettore registrato e non esercitare un'altra posizione pubblica assegnata. Il Consiglio ha diversi comitati permanenti, personale, segreteria, audit e consulenti.